# Ronnie Dapo
Ronnie Dapo (Ronald L. Dapo , né le 8 mai 1952 à Plattsburgh) est un acteur américain.

## Filmographie
- 1959 : -30- de Jack Webb
- 1962 : Room for One More
- 1964 : The New Phil Silvers Show
- 1964 : Un mari à tout faire (Kisses for My President) de Curtis Bernhardt  : Peter McCloud
- 1966 :  Demain des hommes (Follow Me, Boys!) de Norman Tokar  : Virgil "Tiger" Higgins
- 1966 : Baby Makes Three